# Седан (ядерное испытание)

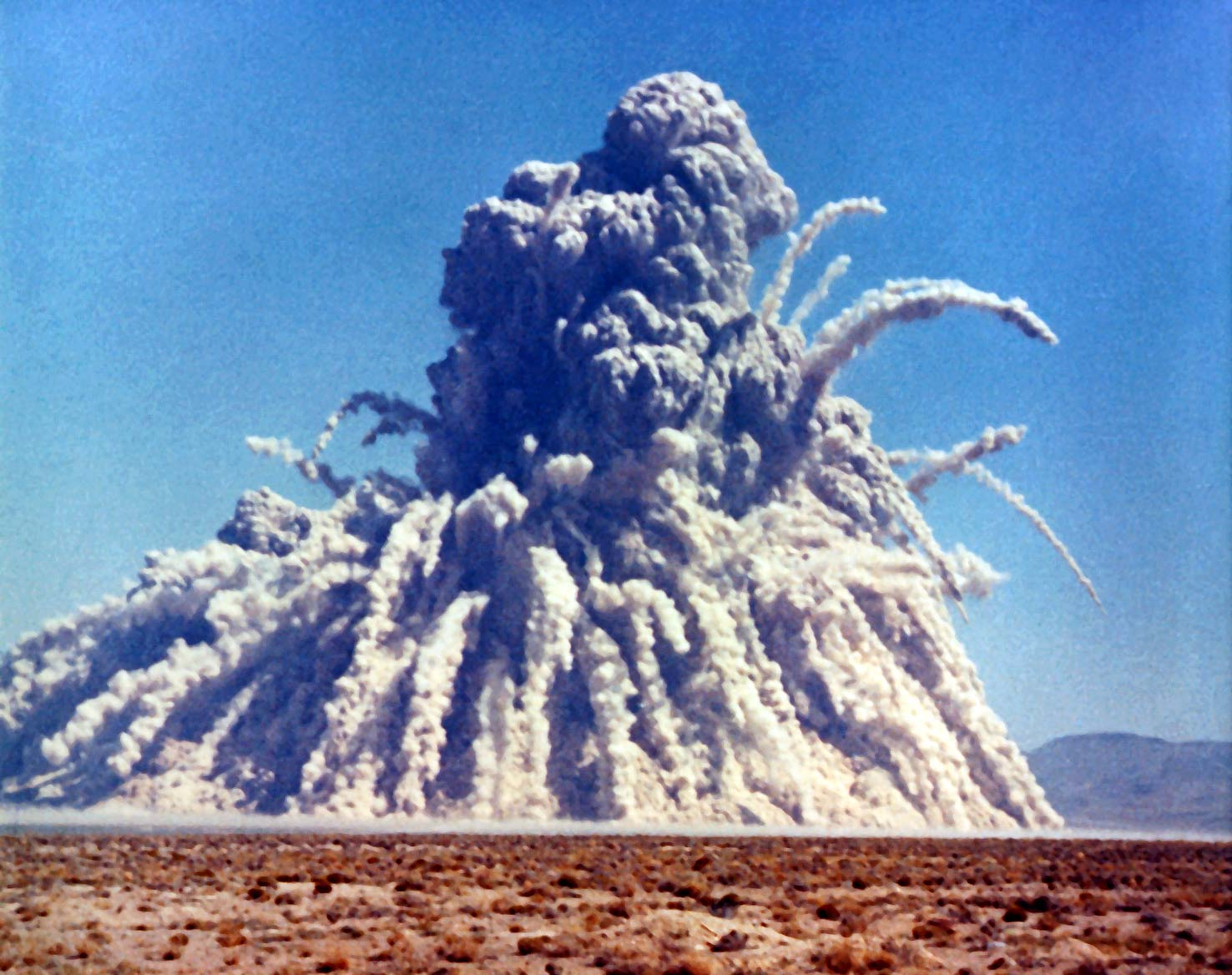
Взрыв «Сторакс Седан»

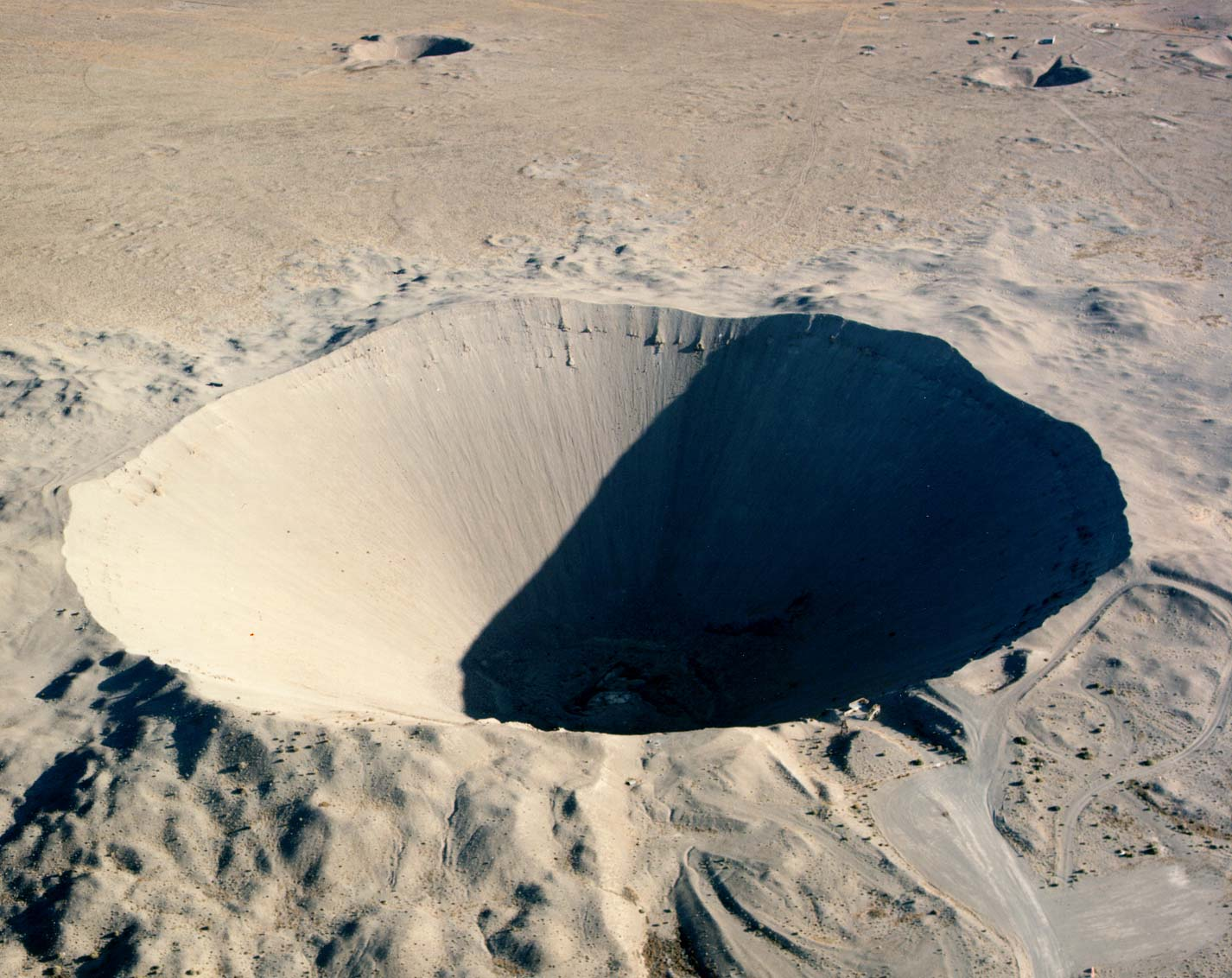
Кратер Седан

«Седан» (англ. Storax Sedan) — подземное ядерное испытание, проведённое 6 июля 1962 года на Полигоне в штате Невада в рамках операции «Лемех» (англ. Operation Plowshare) — программы для изучения использования ядерных зарядов для добычи полезных ископаемых, образования воронок и других мирных целей. Образовавшийся в процессе испытания кратер Седан — самый большой искусственный кратер в США, и входит в Национальный регистр исторических мест США.

## Эффекты
Заряд «Седан» представлял собой термоядерное устройство со следующим распределением выхода энергии: от деления менее чем на 30 % и от реакций термоядерного синтеза около 70 %. Взрывное устройство было опущено в пробурённую на глубину 194 м (636 футов) скважину. Взрыв имел мощность, эквивалентную 104 килотонн тротила (435 тераджоулей), и поднял купол земли в 90 м над пустыней. При этом было выброшено более чем 11 миллионов тонн грунта. В результате взрыва образовался кратер глубиной 100 м и диаметром около 390 м. Взрыв вызвал сейсмическую волну, эквивалентную землетрясению магнитудой 4,75. Уровень радиации на краю кратера через 1 час после взрыва составил 500 рентген в час, но через 27 дней снизился до 500 мР/ч, а через 167 дней на дне кратера было 35 мР/ч. К 1990 году уровни радиации снизились до 53 мкР/ч.

## Последствия
При взрыве образовалось радиоактивное облако, которое разделилось на два; дочерние облака поднялись до высоты 3,0 км и 4,9 км соответственно. Оба шлейфа направились параллельными путями на северо-восток и затем на восток примерно в сторону Атлантического океана. Выпадение радиоактивных осадков, которое имело место по пути, произошло в относительно небольшом количестве регионов США. Обнаруженная радиоактивность была особенно высокой в восьми округах в штате Айова и по одному в каждом из округов штатов Небраска, Южная Дакота и Иллинойс.
Из всех ядерных испытаний, проведённых в США, «Седан» занимает первое место по общей активности выпадения радионуклидов. Подсчитано, что он способствовал выбросу чуть меньше 7 % от общего количества радиации, которая выпала на население США при всех ядерных испытаниях на полигоне штата Невада.

## Выводы
Целью проекта взрыва «Седан» проекта «Лемех» служило определение возможности и целесообразности использования ядерных взрывов для быстрого и экономичного извлечения больших объёмов земли и горных пород. Предлагалось, что это найдёт применение в создании гаваней, каналов, карьеров, железных дорог и шоссе и строительстве дамб. Оценка влияния испытания «Седан» показала, что радиоактивные осадки от такого применения будут огромны. Озабоченность общественности по поводу последствий для здоровья и отсутствие политической поддержки в конечном итоге привело к отказу от концепции. После завершения серии из 27 взрывов проекта «Лемех» более такие испытания в США не проводились.